# John Fante
John Fante (Denver, 8 de abril de 1909-Los Ángeles, 8 de mayo de 1983) fue un escritor estadounidense. Nacido en una familia humilde de origen italiano, estudió en la Universidad de Colorado y se mudó a California, donde ambientó la mayoría de sus novelas. Son constantes de sus obras: la pobreza, el catolicismo en relación con la comunidad italoestadounidense y la incomunicación en la familia o en la pareja. Su trabajo más conocido es  Pregúntale al polvo (1939), una novela semiautobigráfica acerca de la vida en Los Ángeles, California, la segunda de una serie de cuatro novelas, ahora conocidas como "la saga de Arturo Bandini". Trabajó como guionista en Hollywood y dedicó su vida a la literatura, aunque sólo alcanzó el pleno reconocimiento de la crítica y del público después de su muerte.
Aunque se considera a Charles Bukowski como el máximo representante del "realismo sucio", este ha reconocido que en realidad se inspiró en John Fante, afirmando que él era uno de sus principales autores de referencia. En los últimos tiempos, y gracias también a Bukowski y a John Martin, editor de ambos, la obra de Fante ha sido reeditada y divulgada.

## Primeros años

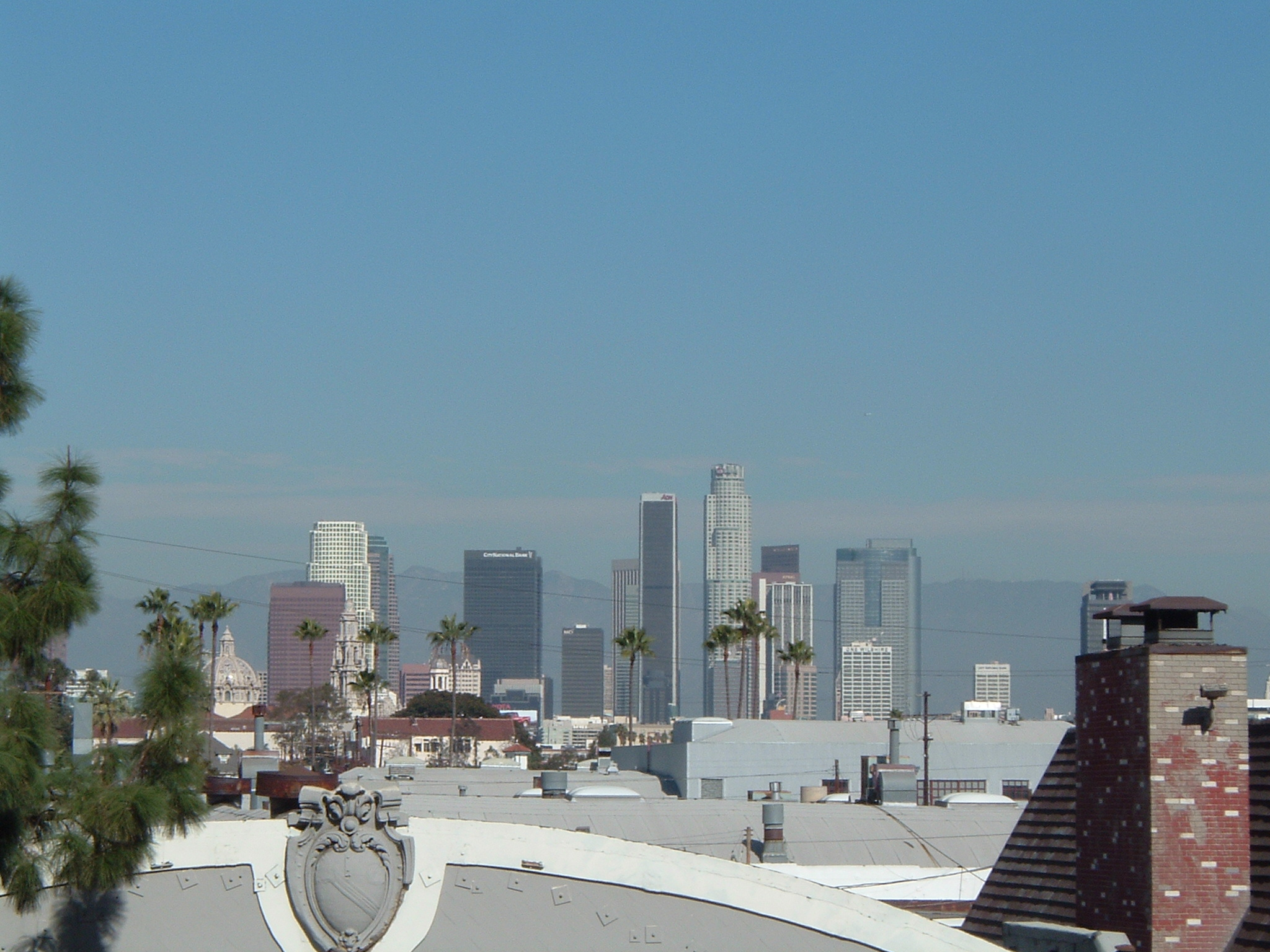
El distrito de Bunker Hill, en el centro de Los Ángeles.

John Thomas Fante nació en un ambiente relativamente pobre en Denver, Colorado, el 8 de abril de 1909. Su padre, Nicola Fante Albomeo, era italiano natural de  Torricella Peligna, Abruzzo, y su madre, Maria Capoluongo, de ascendencia italiana, oriunda de Chicago. Su educación se desarrolló en diversas escuelas católicas de Boulder, Colorado, y también, aunque brevemente, en la Universidad de Colorado. En 1929 abandonó los estudios y se mudó a California, para concentrarse en su carrera de escritor. Se instaló en Wilmington, Long Beach, y luego en el distrito de Bunker Hill (Los Ángeles).

## Carrera de escritor
Después de fracasar en su intento de publicar numerosos relatos en la revista The American Mercury, finalmente uno de ellos, titulado "Altar Boy" ("Monaguillo"), fue aceptado, con una única condición: que Fante mismo escribiese a máquina el manuscrito.
La etapa central de su carrera como escritor está marcada por lo que se conoce como la "Saga de Arturo Bandini", serie de cuatro novelas protagonizadas por un alter ego, también de ascendencia italiana y además pobre, del propio Fante. La última de ellas, Sueños de Bunker Hill, se la tuvo que dictar a su esposa Joyce, debido a las complicaciones (incluida la ceguera) causadas por su avanzada diabetes.
Aparte de novelas, Fante escribió relatos, novelas cortas y guiones de cine, entre los que destaca Walk on the Wild, que después protagonizó Jane Fonda en su primer papel acreditado, y que se basaba en una novela de Nelson Algren. Entre otros guiones de cine se puede citar The Reluctant Saint, de Edward Dmytryk, protagonizada por Maximilian Schell. El propio Fante reconoció que estos guiones para el cine no eran más que una manera de ganarse la vida, por lo que carecen de interés literario.[cita requerida]
El hijo de John Fante, Dan Fante, también es escritor, y ha adoptado algunos de los rasgos de su padre, como el de incluir personajes protagonistas semiautobiográficos en las novelas.
Como cuenta su hijo, John tuvo una muerte muy lenta, pues llegó a la vejez ciego y sin piernas por causa de la diabetes. Murió en 1983 en Woodland Hills, California. Si bien en sus últimos años de vida gozó de cierto éxito entre el público y la crítica –con la reimpresión de sus primeros trabajos a cargo de la editorial Black Sparrow–, fue reconocido póstumamente pocos años más tarde.

## Crítica y recepción de la obra de John Fante
La mayor parte de las obras de Fante se centran en las desventuras de personajes perdedores en medio de una sociedad cruel. Sus protagonistas casi siempre tienen mucho que ver con el autor: italoestadounidenses, católicos, pobres, perdidos en la realidad menos glamourosa de Los Ángeles, suele tratarse de personajes solitarios con problemas para comunicarse con los que les rodean (familia, amigos, pareja), y con sueños que casi nunca llegan a materializarse. Su estilo claro, cortante, con rasgos de humor y de violencia, hace que sus obras sean fáciles de leer y de apreciar.
Sus novelas, que en su época pasaron bastante desapercibidas, fueron recuperadas bastantes años más tarde, cuando Charles Bukowski, al que se considera uno de los mayores exponentes del realismo sucio, invocó el nombre de Fante como una de sus influencias principales. Eso hizo que John Martin reeditara Pregúntale al polvo, probablemente la novela más conocida de Fante, y la convirtiera en un gran éxito de ventas casi cincuenta años después de su publicación. Actualmente, Pregúntale al polvo (junto con las demás novelas de la tetralogía de Bandini) está considerada como una de las mejores descripciones de la vida en el Los Ángeles de los años 1930.

## Obra

### Novela
- Full of Life, 1952, trad. Llenos de vida, 2008.
- The Brotherhood of the Grape, 1977, trad. La hermandad de la uva 2004.
- 1933 Was a Bad Year, 1985, trad. Un año pésimo, 2005.

#### Saga Arturo Bandini
- Wait Until Spring, Bandini, 1938, trad. Espera a la primavera, Bandini, 1988.
- Ask the Dust, 1939, trad. Pregúntale al polvo, 1989.
- Dreams from Bunker Hill, 1982, trad. Sueños de Bunker Hill, 2002.
- The Road to Los Angeles, inédita hasta 1985, trad. Camino de los Ángeles, 2002.

### Relato
- Dago Red, 1940, trad. El vino de la juventud, 2013.
- West of Rome, 1986, trad. Al oeste de Roma, 2007.
- Hambre, trad. 2022.